# کازالبونو
کازالبونو (به ایتالیایی: Casalbuono) یک کومونه در ایتالیا است که در استان سالرنو واقع شده‌است.

## خصوصیات
کازالبونو ۳۴ کیلومترمربع مساحت و ۱٬۲۵۹ نفر جمعیت دارد.